# David Archuleta
David James Archuleta (sinh ngày 28 tháng 12 năm 1990) là một ca sĩ nhạc pop người Mỹ. Năm 10 tuổi, anh giành chiến thắng trong Cuộc thi Tài năng Utah dành cho trẻ em, dẫn đến các lần xuất hiện ca hát trên truyền hình khác. Khi mới 12 tuổi, Archuleta trở thành Quán quân Giọng hát Trẻ trong mùa thứ hai của Star Search được gọi là "Star Search 2". Năm 2008, anh về nhì trong mùa thứ bảy của American Idol.
Vào tháng 8 năm 2008, Archuleta phát hành "Crush", đĩa đơn đầu tiên trong album đầu tay cùng tên của anh. Album phát hành ba tháng sau đó, đứng ở vị trí thứ hai trên bảng xếp hạng Billboard 200; album bán được hơn 750.000 bản tại Hoa Kỳ và hơn 900.000 trên toàn thế giới.
Vào tháng 10 năm 2010, anh phát hành album thứ ba, The Other Side of Down, với đĩa đơn chủ đạo "Something 'Bout Love". Vào tháng 3 năm 2012, Archuleta rời đi sau hai năm gián đoạn để trở thành nhà truyền giáo của Giáo hội các Thánh hữu Ngày sau của Chúa Giêsu Kytô (Giáo hội LDS) ở Chile, nhưng tuyên bố rằng anh sẽ tiếp tục sự nghiệp âm nhạc của mình sau đó. Tính đến tháng 2 năm 2012, anh bán được 1.108.000 album và 3.327.000 bản nhạc tại Hoa Kỳ.
Vào tháng 3 năm 2012, Archuleta phát hành album thứ tư của mình, "Forevermore", độc quyền tại Philippines. Đây là album Original Filipino Music (OPM) đầu tiên của anh, bao gồm một số bản cover của các bài hát Philippines. Album được chứng nhận vàng tại Philippines (10.000 đơn vị) tính đến tháng 6 năm 2012.
Album thứ năm của Archuleta, Begin, được phát hành vào tháng 8 năm 2012. Một album tổng hợp, No Matter How Far, được phát hành vào tháng 3 năm 2013. Album phòng thu thứ sáu của anh, Postcards in the Sky, được phát hành vào tháng 10 năm 2017, và album kỳ nghỉ thứ hai của anh, Winter in the Air, được phát hành vào năm 2018. Album phòng thu thứ tám của anh, Therapy Sessions, được phát hành vào tháng 5 năm 2020. Một bài hát tự sáng tác, "I Know He Lives", được phát hành vào tháng 3 năm 2021, giải thích "Tôi trình diễn trực tiếp bài hát này trước đây, nhưng tôi chưa bao giờ thu âm nó trong phòng thu... cho đến bây giờ. Không thể đợi cho tất cả các bạn nghe bài này!" Ba đĩa đơn, "Be That for You", "Losin' Sleep", và "Movin'" (với bản remix "Movin' After Hours") được phát hành lần lượt vào tháng 4, tháng 5 và tháng 7/8 năm 2021.

## Thời thơ ấu
David James Archuleta sinh tại thành phố Miami, Florida. Cha của anh là James Jeffrey Archuleta và mẹ là Xiomara Guadalupe Mayorga. David có 3 em trai và em gái là Amber, Daniel, Jazzy và một chị gái là Claudia. Khi David 13 tuổi, gia đình anh đã chuyển đến sinh sống tại thành phố Salt Lake, tiểu bang Utah và hiện nay họ đang sống tại Murray, Utah. Đây cũng là nơi David hiện đang học tại trường trung học Murray. Một lần anh đã trải qua chứng liệt dây thanh quản nhưng anh đã từ chối ca phẫu thuật đầy rủi ro và nói rằng anh cảm thấy mình gần như đã hồi phục hoàn toàn.
Archuleta bắt đầu ca hát từ khi 6 tuổi, khi xem video Les Misérables. "Vở nhạc kịch đó là thứ đã bắt đầu mọi chuyện". David bắt đầu biểu diễn trước công chúng khi 10 tuổi khi anh tham gia vào cuộc thi Tài năng ở Utah, hát bài "I Will Always Love You" của Dolly Parton; anh nhận được sự ủng hộ nhiệt tình và thắng giải dành cho thiếu niên.
Vào tuổi 11 David xuất hiện lần đầu tiên trên truyền hình. Anh hát "And I Am Telling You I'm Not Going" trong show truyền hình Jenny Jones.

## Sự nghiệp

### 2003–06:Star Searchvà bắt đầu sự nghiệp âm nhạc
Năm 2003, vào tuổi 12, Archuleta đã hát trong nhiều tập của show truyền hình Star Search. Anh kết thúc bằng việc thắng giải nhất trong cuộc thi thiếu niên ở Star Search 2. Trong 1 tập, anh đã thi với Alexandréa Lushington, người về thứ 20 trong American Idol cùng với Archuleta. Việc thắng giải Star Search đã dẫn diến sự xuất hiện của anh trên The Jenny Jones Show và The Early Show của hãng CBS, và gặp những thí sinh vào chung kết của American Idol đợt đầu tiên, anh đã tự động hát không nhạc bài hát "And I Am Telling You I'm Not Going" trong Dreamgirls, và nhận được sự ca ngợi nhiệt tình của Kelly Clarkson, thí sinh thắng cuộc của American Idol đợt đó.

### 2007–08:American IdolvàDavid Archuleta
Archuleta đạt được tấm vé đến buổi thử giọng ở Hollywood (với bài hát "Waiting on the World to Change" của John Mayer) với sự giúp đỡ của giám khảo Randy Jackson, hát bè "waiting" trong bài hát (tại địa điểm thi ở San Diego, nhà hát Qualcomm ngày 30 & 31 tháng 7 năm 2007). Anh chỉ mới 16 tuổi trong tuần thi Hollywood (khi anh hát bài hát "Heaven" của Bryan Adams và bài hát "Crazy" của Gnarls Barkley và nhận được sự khen ngợi của cả ba vị giám khảo) và bởi vì anh chưa đủ 18 tuổi, anh vẫn phải tiếp tục đi học ở trường lúc tham gia vào đợt 7 của American Idol. Bố mẹ anh đều ở đó vì anh vẫn còn là người vị thành niên. Archuleta cũng có lợi thế khi chương trình ra quyết định để thí sinh sử dụng nhạc cụ khi anh sử dụng đàn piano trong phần trình diễn bài hát "Another Day in Paradise" và "Angels".
Trong đêm thi cuối cùng, anh hát "Don't Let The Sun Go Down On Me", "In This Moment" và "Imagine". Sau phần trình diễn 3 bài hát, Simon Cowell đã tuyên bố rằng Archuleta đã quá xuất sắc trong buổi tối hôm đó, và cả David Cook, người đã thắng American Idol, cũng nghĩ rằng Archuleta sẽ thắng: "Tôi phải thừa nhận điều này, một cậu bé trình diễn 3 bài hát một cách xuất sắc", Cook nói. Trong đợt bỏ phiếu cuối cùng, Archuelta nhận được 44% số phiếu bầu.
Trong buổi diễn cuối, cả Archuleta và David Cook xuất hiện trong 2 quảng cáo riêng biệt nhưng gần giống nhau cho Guitar Hero, bắt chước một cảnh của Tom Cruise trong Risky Business.
| Tuần #          | Ca khúc trình diễn                                           | Chủ đề                                                                               | Nghệ sĩ đã thể hiện                  | Kết quả |
| --------------- | ------------------------------------------------------------ | ------------------------------------------------------------------------------------ | ------------------------------------ | ------- |
| Top 24 (12 nam) | "Shop Around"                                                | 1960s                                                                                | The Miracles                         | An toàn |
| Top 20 (10 nam) | "Imagine"                                                    | 1970s                                                                                | John Lennon                          | An toàn |
| Top 16 (8 nam)  | "Another Day in Paradise"                                    | 1980s                                                                                | Phil Collins                         | An toàn |
| Top 12          | "We Can Work It Out"                                         | Lennon-McCartney                                                                     | The Beatles                          | An toàn |
| Top 11          | "The Long And Winding Road"                                  | Lennon-McCartney                                                                     | The Beatles                          | An toàn |
| Top 10          | "You're The Voice"                                           | Bài hát từ những năm tôi được sinh ra                                                | John Farnham                         | An toàn |
| Top 9           | "Smoky Mountain Memories"                                    | Dolly Parton                                                                         | Dolly Parton                         | An toàn |
| Top 8           | "Angels"                                                     | Những bài hát truyền cảm                                                             | Robbie Williams                      | An toàn |
| Top 7           | "When You Believe"                                           | Mariah Carey                                                                         | Mariah Carey&Whitney Houston         | An toàn |
| Top 6           | "Think Of Me"                                                | Andrew Lloyd Webber                                                                  | The Phantom of the Opera             | An toàn |
| Top 5           | "Sweet Caroline" America"                                    | Neil Diamond                                                                         | Neil Diamond                         | An toàn |
| Top 4           | "Stand By Me" Love Me Tender"                                | Đại sảnh Danh vọng Rock and Roll                                                     | Ben E. King Elvis Presley            | An toàn |
| Top 3           | "And So It Goes" With You" Longer"                           | Lựa chọn của giám khảo (Paula Abdul) Lựa chọn của thí sinh Lựa chọn của nhà sản xuất | Billy Joel Chris Brown Dan Fogelberg | An toàn |
| Đêm chung kết   | "Don't Let The Sun Go Down On Me" "In This Moment" "Imagine" | Lựa chọn của Clive Davis Bài hát mới Lựa chọn của thí sinh                           | Ben E. King Elvis Presley            | Nhì     |

Người hâm mộ của Archuleta tự gọi mình là "Archie" hay "Arch Angel". Với diện mạo đẹp trong American Idol, Archuleta đã thu hút một số lượng lớn người hâm mộ bao gồm cả những cô gái. Archuleta đã được mang mác người dẫn đầu từ cả hai vị giám khảo bởi chất giọng "trong, trữ tình", chính nó đã giúp anh xây dựng một lượng fan lớn trong cuộc thi. Fred Bronson từ tạp chí Billboard đã ghi chú "David đã lấp đầy khoảng trống ... Anh có sự ngây thơ và tính khiên tốn". Richard Rushfield từ tờ Los Angeles Times đã ghi chú rằng "những cô bé bị kích động tuổi teen/tween" chỉ luôn tăng lên.
Bắt đầu từ phần biểu diễn "Angels", Archuleta đáp lại lời yêu cầu của người hâm mộ trên Diễn đàn của American Idol để ra hiệu cho họ bằng cách đặt tay lên ngực. Rushfield đã nhận xét về những cô gái đứng trước hàng ghế khán giả: "Chương trình đã kết thúc 1 tiếng đồng hồ và họ vẫn đang run rẩy, khóc lóc và la hét về sự gặp gỡ bất thình lình đối với Người được chọn [Archuleta]".
Sau phần trình diễn "We Can Work It Out" bị Simon Cowell gọi là "hỏng", Entertainment Tonight kể lại rằng Archuleta đã cảm thấy bị áp lực từ cha, Jeff Archuleta, người "được kể lại đã hét" vào con trai sau buổi thu âm đêm trước. Jeff Archuleta, trong một cuộc phỏng vấn với Us Magazine, đã phủ nhận tin đồn này. Vào tháng 5 năm 2008, một bài báo của Associate Press đã kể lại rằng Jeff Archuleta đã bắt con trai mình thêm vào phần lyric từ bài hát "Beautiful Girls" của Sean Kingston vào bai hát "Stand By Me", làm tăng thêm chi phí bản quyền, và kết quả là Jeff Archuleta bị cấm đối với những buổi tập thử của American Idol.
Archuleta sau đó bênh cho cha mình trong The Early Show của hãng CBS, nói rằng: "[Cha tôi là] một người tốt. Và tôi rất biết ơn sự động viên của ông cũng như của gia đình. Ông đã đưa ra những lời khuyên tuyệt vời, nhưng ông vẫn để tôi làm việc của tôi. Và thật là tuyệt khi có ông ở đó, nó nhắc nhở tôi phải vững vàng và ghi nhớ điều gì là quan trọng."
3 bài hát Archuleta biểu diễn trong American Idol, "Don't Let the Sun Go Down On Me", "In This Moment" và "Imagine" nằm trong top-10 những bài hát được download ở iTunes. Cả ba bài đều nằm trong danh sách Hot 100 của Billboard tuần 7 tháng 7 năm 2008. "Imagine" đạt #36 (cho Archuleta hit lọt vào top 40 đầu tiên của mình), "Don't Let the Sun Go Down On Me" đạt #58 và "In This Moment" đạt #60. Cũng trong tuần đó, 3 bài hát của Archuleta lọt vào Bubbling Under Hot 100 Singles của Billboard, "Longer" đứng #15, "Think of Me" đứng #19 và "Angels" đứng #24.
Ngày 5 tháng 6 năm 2008, Jive Records thông báo rằng David đã ký hợp đồng với hãng này và album đầu tiên của anh sẽ được ra mắt trong năm nay, sau khi "American Idols Live! 2008 Tour" kết thúc.
Trong chương trình Teen Choíce Awards 2008, David Archuleta xuất hiện cùng với David Cook trong vai trò người dẫn chương trình. Anh cũng đoạt giải "Nghệ sĩ được hâm mộ cuồng nhiệt nhất" (Most Fanatic Fans).
Album đầu tay của anh, David Archuleta được phát hành bởi Jive Records vào ngày 11 tháng 11 năm 2008, sau 6 tháng kết thúc American Idol mùa 7. Album đã giành vị trí thứ nhì tại Billboard Hot 200 ngay trong tuần đầu tiên.

### 2009–11:Christmas from the Heart,The Other Side of Down, Asian Tour vàMy Kind of Christmas Tour
Năm 2010, anh tung ra album thứ 2 The Other Side of Down, đứng hạng 13 trong bảng US Billboard 200. Đĩa đơn đầu tiên trong album, "Something 'Bout Love" trong tuần thứ tứ sau khi xuất hiện đã đạt vị trí thứ 4 trong bảng xếp hạng [V] countdown. 2 đĩa đơn tiếp theo "Elevator" và "Falling Stars" đã được phát hành sau đó.
Ngày 18 tháng 2 năm 2011, David Archuleta được thông báo là đã rời khỏi hãng đĩa Jive Records. Anh cũng rời khỏi quản lý của mình là Wright Entertainment Group. Thông tin cho biết Archuleta dự định sẽ dành thời gian cho việc sáng tác.
Từ ngày 16 đến 26 tháng 7 năm 2011, Archuleta đã lưu diễn tại châu Á, biểu diễn tại Indonesia, Philippines, Việt Nam (Hà Nội và TP. Hồ Chí Minh), và Malaysia. Đầu năm 2012, anh ký hợp đồng với hãng TV5 Kapatid Network Philippines về việc đóng một series phim giờ vàng có tên Nandito Ako (Here I Am), nó đã được chiếu trong suốt tháng 2 và tháng 3 năm 2012 tại đây. Tiếp đó, một album OPM (Original Pilipino Music) với các ca khúc nguyên gốc Philippines có tên Forevermore đã được Archuleta phát hành vào ngày 26 tháng 3 tại Philippines.
Tại phần khép lại buổi biểu diễn ngày 19 tháng 12 năm 2011 trong chuyến lưu diễn My Kind of Christmas Tour, Archuleta thông báo về kế hoạch phục vụ truyền giáo cho The Church of Jesus Christ of Latter-day Saints trong 2 năm. Anh nói sẽ trở lại với âm nhạc sau khi hoàn thành nhiệm vụ của mình. Anh đã đến Missionary Training Center tại Provo, Utah ngày 28 tháng 3 năm 2012.

### 2012–14:Nandito Ako, công việc truyền giáo,Forevermore,BeginvàNo Matter How Far
Theo thông tin từ website chính thức của Archuleta, anh sẽ phát hành một album mới có tên BEGIN., dự kiến phát hành ngày 7 tháng 8 năm 2012. Album sẽ bao gồm các ca khúc tiếng Anh được anh cover cũng như các ca khúc mới.

### 2015–17:Meet the Mormons,Postcards in the SkyvàTherapy Sessions
Sau hai năm gián đoạn để thực hiện nghĩa vụ truyền giáo tại Chile, David Archuleta trở lại sự nghiệp âm nhạc với video ca nhạc "Nunca Pense" quay tại Costa Rica. Anh phát hành đĩa đơn "Glorious", được sử dụng trong phim tài liệu Meet the Mormons (2014) và album Giáng sinh Winter in the Air (2018).
Năm 2016, Archuleta ra mắt đĩa đơn "Numb" và năm 2017 phát hành album phòng thu thứ sáu Postcards in the Sky, cùng chuyến lưu diễn tại Philippines và Hoa Kỳ

### 2018–2020:Winter in the Air và Therapy Sessions
Năm 2018, Archuleta phát hành video hợp tác "Loch Lomond" với Peter Hollens và đĩa đơn "Paralyzed" (2019). Anh ra mắt bản mở rộng của album Winter in the Air, bổ sung ba ca khúc Giáng sinh mới.
Năm 2020, anh phát hành album phòng thu thứ tám Therapy Sessions, thể hiện cuộc chiến nội tâm và hành trình tìm kiếm bản sắc cá nhân. Trong thời kỳ đại dịch COVID-19, anh phát hành bài "Just Breathe" để gây quỹ hỗ trợ nhân viên tuyến đầu.

### 2021–nay:Công khai xu hướng tính dục và mở rộng sự nghiệp
Năm 2021, Archuleta công khai là người đồng tính, một bước ngoặt lớn trong đời sống cá nhân và sự nghiệp của anh. Anh ra mắt nhiều đĩa đơn như "Be That for You", "Losin' Sleep", "Movin'" và "Beast".
Năm 2022, anh phát hành "Faith in Me" và tiếp tục ra mắt các ca khúc "Up", "I'm Yours", "Hell Together" trong năm 2023. Cùng năm, anh tham gia chương trình The Masked Singer mùa thứ 9 với biệt danh "Macaw" và giành ngôi á quân. Ngoài ra, Archuleta còn xuất bản sách thiếu nhi My Little Prayer (2021) và biểu diễn cùng Sabrina Carpenter tại các sự kiện lớn

## Ảnh hưởng âm nhạc
Mẹ của David là người Honduras, và rất nhiều trong số nhạc mà David nghe khi bé, dựa theo một cuộc phỏng vấn của American Idol, là nhạc ảnh hưởng phong cách Latin. Bà cũng "rất giỏi về nhảy" theo Archuleta, và có thể "làm cho" anh nhảy theo điệu nhạc truyền thống với chị của mình. David cũng nghe nhạc jazz, anh nói, từ bộ sưu tập của cha mình và cả gospel, pop, rock và soul. Trong một buổi phỏng vấn sau này, anh tiết lộ rằng cha mình (một người Mỹ gốc Basque) là một nghệ sĩ nhạc jazz. Archuleta cũng nói rằng anh thích những vở nhạc kịch ở Broadway.
Ở trang "Fast Facts" trên American Idol của mình, Archuleta trích dẫn những ảnh hưởng âm nhạc của mình gồm Natalie Cole, Stevie Wonder, Kirk Franklin và Bryan Adams. Khi được hỏi đến danh sách những ca sĩ nhạc pop được anh yêu thích nhất, anh trích Natasha Bedingfield, Natalie Cole, Celine Dion, Mariah Carey, Michael Jackson, Stevie Wonder, Bryan Adams, Kirk Franklin và Robbie Williams. Anh cũng kể tên Tamya Gray và Elliot Yamin là những ca sĩ của bước ra từ American Idol anh yêu thích. Giống như Yamin và một ca sĩ mà anh ngưỡng mộ, John Mayer, Archuleta cố gắng truyền đạt cái hồn vào dòng nhạc của mình.

## Đời tư
Anh công khai với gia đình là gay vào năm 2014, sau đó thông báo rộng rãi vào tháng 6 năm 2021 rằng mình là một phần trong cộng đồng LGBT, nhưng "không chắc tính dục của bản thân mình". Archuleta thảo luận về việc cân bằng tính dục của mình với đức tin Mặc Môn của mình, nói rằng "Tôi không cảm thấy thoải mái khi chia sẻ nó, nhưng cảm thấy tôi cần phải nâng cao nhận thức hơn cho những người cùng cảnh ngộ và cho bạn biết bạn không đơn độc. Bạn có thể là một phần của cộng đồng LGBTQIA+ và vẫn tin vào Chúa và kế hoạch phúc âm của Ngài." Vào tháng 11 năm 2022, Archuleta thông báo rằng anh đã "rời xa" tôn giáo và đã hẹn hò với đàn ông kể từ khi công khai. Anh ấy tiết lộ rằng trước khi công khai vào năm 2021, anh ấy đã có một cơn hoảng loạn khi đang hẹn hò với vị hôn thê lúc bấy giờ của mình và hủy bỏ đính hôn với cô ấy ngay sau đó. Archuleta cũng đã nhiều lần đính hôn với phụ nữ trước đó.
Archuleta là một thành viên của Hội Nam Hướng đạo Mỹ và hoàn thành các yêu cầu cuối cùng để đạt được thứ hạng Hướng đạo Đại bàng vào năm 2008, trong vòng ba ngày trước sinh nhật 18 tuổi của anh, khi thi đấu ở American Idol, mặc dù anh không nhận được giải thưởng cho đến hai năm sau đó. Kể từ năm 2015, Archuleta cư trú tại Nashville, Tennessee.

## Danh sách đĩa nhạc
- David Archuleta (2008)
- Christmas from the Heart (2009)
- The Other Side of Down (2010)
- Forevermore (2012) (chỉ phát hành ở Philippines)
- BEGIN. (2012)
- No Matter How Far (2013)
- Postcards in the Sky (2017)
- Winter in the Air (2018)
- Therapy Sessions (2020)

## Lưu diễn
- American Idols LIVE! Tour 2008
- David Archuleta Solo Tour 2009
- Asian Tour 2011

## Giải thưởng và đề cử
| Năm  | Chương trình             | Giải thưởng                           | Kết quả   |
| ---- | ------------------------ | ------------------------------------- | --------- |
| 2008 | Teen Choice Awards       | Most Fanatic Fans                     | Đoạt giải |
| 2008 | Teen Choice Awards       | Best Smile (Post Show)                | Đoạt giải |
| 2009 | Teen Choice Awards       | Breakout Artist                       | Đoạt giải |
| 2009 | Teen Choice Awards       | Love Song ("Crush")                   | Đoạt giải |
| 2009 | Teen Choice Awards       | Music Tour (cùng Demi Lovato)         | Đoạt giải |
| 2009 | ALMA Awards              | Music Rising Star                     | Đoạt giải |
| 2010 | Teen Choice Awards       | American Idol Album                   | Đoạt giải |
| 2023 | Paris Play Film Festival | Best Music Video                      | Đoạt giải |
| 2023 | Milan Gold Awards        | Best Music Video                      | Đoạt giải |
| 2024 | GLAAD Media Awards       | Outstanding Breakthrough Music Artist | Đoạt giải |
| 2024 | Los Angeles Movie Awards | Honorable Mention                     | Đoạt giải |
| 2024 | The Queerties            | Queerty Award (Đề cử)                 | Đề cử     |